# 阿爾科夫 (紐約州)
阿爾科夫（英語：Alcove）是位於美國紐約州奧爾巴尼縣的非建制地區。

## 歷史
阿爾科夫的郵局自1881年營運至今。

## 地理
阿爾科夫所處的海拔為高於海平面166米（即545英呎），而該地所採用的時區為UTC-5，即北美东部时区（EST）。同時該地設有夏令時間，為UTC-5調快一小時，即UTC-4（EDT）。